# トロント州立大学
トロント州立大学（英語：Toronto Metropolitan University）は、カナダのトロントにある大学である。現在は全日制で約25,000人の学生がいる。キャンパスはトロントの市街地の中心部であるヤング・ダンダス・スクウェア周辺を拠点としている。略称はTMUまたはToronto Met。

## 沿革
トロント州立大学の創設は1948年にさかのぼる。当初はライアソン工科専門学校（Ryerson Institute of Technology）という名称であったが、1966年に名称をライアソン工科専門学院（Ryerson Polytechnical Institute）に変更後、1971年に学士の授与認定を州より認められ、正式に州立大学として発足した。また1993に修士、博士の授与認定を受ける。そして、2001年、大学の規模拡大と共に、大学名をライアソン大学（Ryerson University）に名称変更を行った。
しかしKamloops Indian Residential Schoolにて215体の遺体が発見された事に伴い、創設者の名称を用いることが不適切という結論となり2022年にトロント州立大学に名称変更することとなった。

## 新校舎建設計画
近年、策定されたマスタープランに基づいて、校舎の拡張を行っている。2009年4月現在、6種類の新校舎が完成し、残り3棟を建設中・計画中である。現在の長期計画では、各施設の大規模な改修を行う事で高層ビル群を擁した独特の学舎を建設していく方向で検討が続けられている。また、生徒の利便性の更なる向上を目指して、世界最大の地下街PATHと、ほとんどの校舎とを地下で繋ぐ計画が検討中である。これにより、冬季の積雪時にも、快適に通学ができるものと期待されている。
上記とは別に2009年12月1日、当校は大手スーパー、ロブロウと共同でトロント有数の歴史建築物であるメープルリーフ・ガーデンズの建物買収と建物を新校舎の一部に活用する事を発表し改装を実施した。
メープルリーフ・ガーデンズの内部は、地下1階、地上3階建ての建物となり、地下は駐車場、1階はロブローのスーパーストアが入居、2階は多目的施設（授業スペース、スポーツ施設等）、3階はフルのアイススケートリンク、バスケットボールコート等の大型スポーツ施設などに改修された。

## 利便性・特徴
地下鉄ダンダス駅のそばにキャンパスがある。特に管理棟は駅・イートンセンターと直結しているため冬季の豪雪時に特に通学に便利。学内では学生向けに無線インターネットを開放しているが、特に地の利を生かしてAMCシアターズが入居しているAMC Toronto Life Squire内の映画館内でも、在学生には無料の無線インターネットが開放されている。これには一般にも開放されているAMC三階のフードコートも一部含まれる。

## 学部・学科
- 文学部
- コミュニケーション・デザイン学部
- コミュニティーサービス学部
- 工学・建築学部
- 理学部
- テッド・ロジャーズ経営学スクール
- G・レイモンド・チャン継続教育スクール
- イェーツ大学院スクール

## 特徴
当校はカナダの中で特にジャーナリズムやメディア、理工学建築関係を強みとして力を入れている。また、デジタル・メディア・ゾーンという起業支援部門を運営し、100社以上の企業支援を実施している。

## 校舎

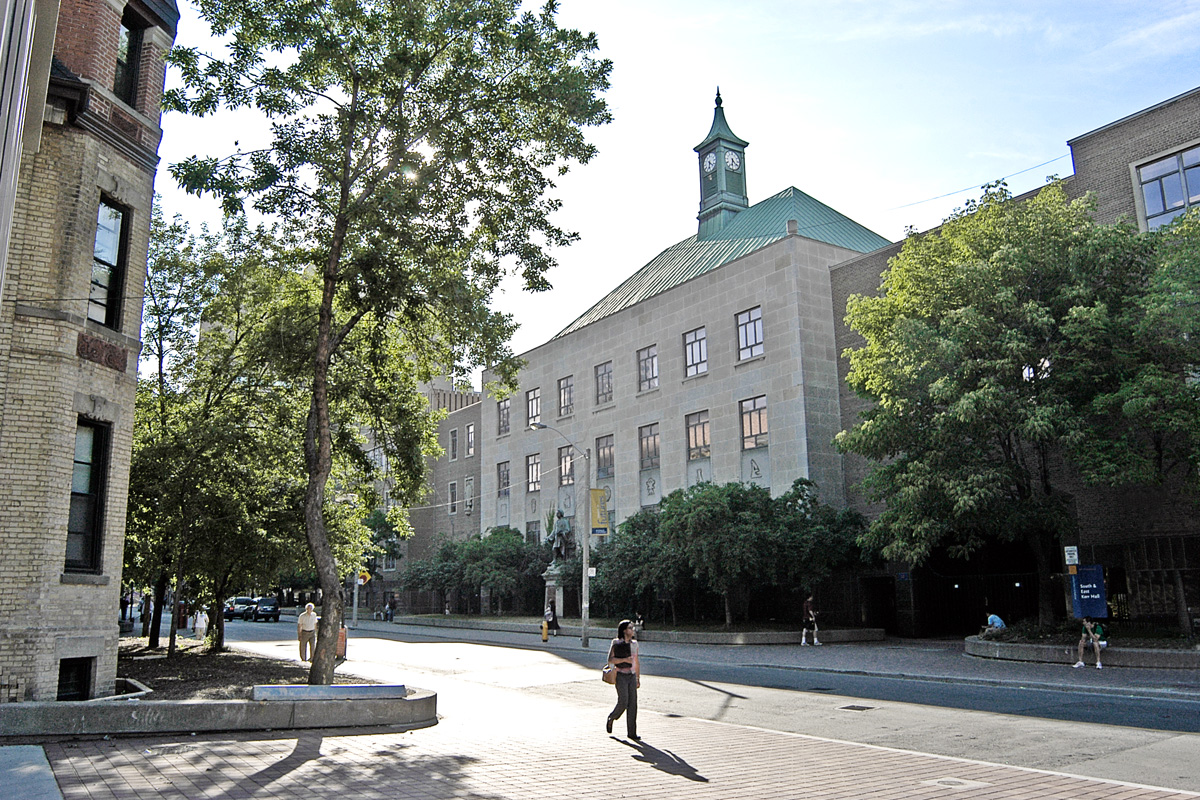
ケラーホール

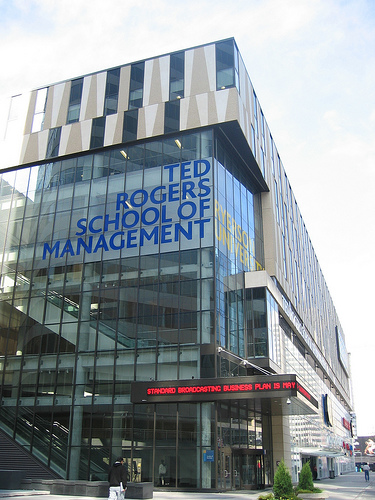
テッドロジャース・マネージメントスクールビルディング

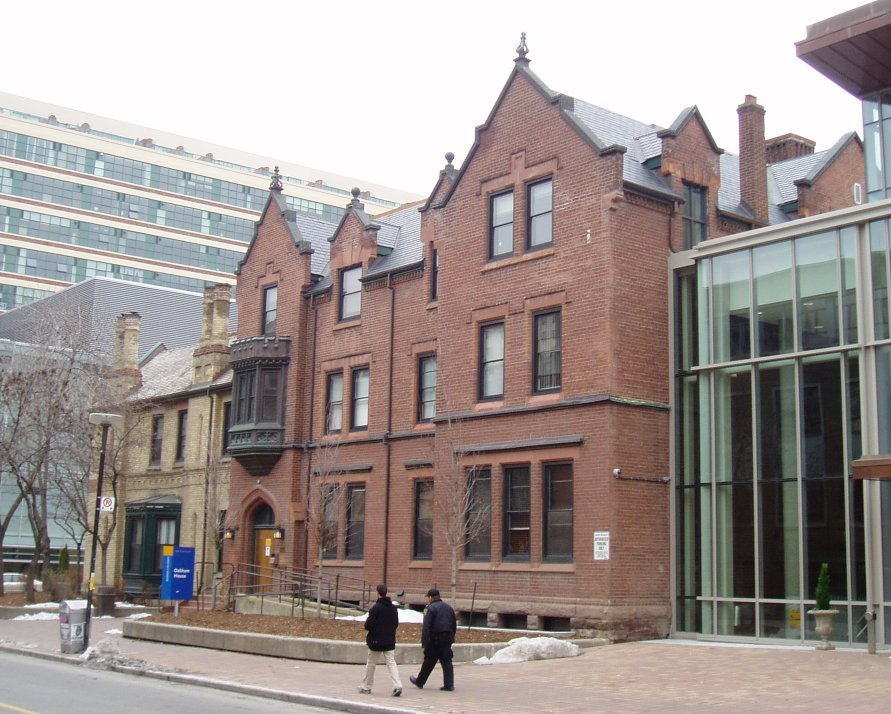
オークハム　ハウス

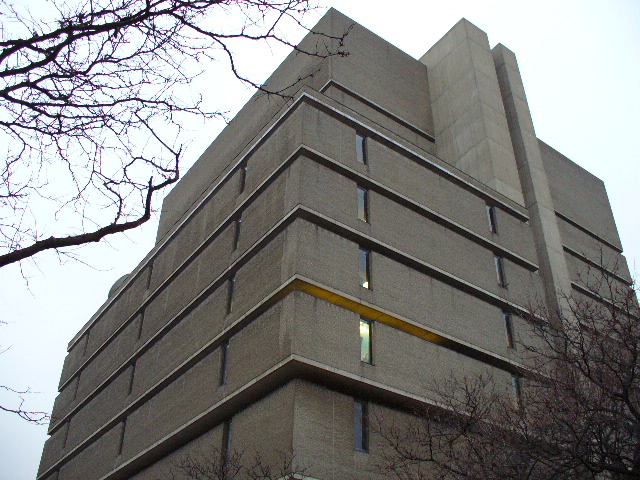
大学図書館

- Ryerson University Library
- George Vari Engineering and Computing Centre
- Heaslip House-Raymond Chang School of Continuing Education
- Heidelberg Centre - School of Graphic Communications Managemen
- Kerr Hall
- Oakham House
- Ryerson Ted Rogers School of Management (Formerly Ryerson Business Building - RBB)
- Ryerson Rogers Communications Centre|Rogers Communications Centre
- Ryerson Theatre School Building
- Sally Horsfall Eaton Centre
- Ryerson Athletic Centre (RAC)
- Pitman Hall
- International Living/Learning Centre (ILLC)
- O'Keefe House
- Jorgenson Hall
- Architecture Building
- Eric Palin Hall
- Student Campus Centre
- Podium building
- Victoria Building (Formerly the Business Building)

2008年秋よりヤング・ダンダス・スクウェアにある映画館AMCも大学の一部として活用している。